# Ostřetín

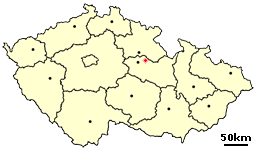
Ostřetíns läge i Tjeckien

Ostřetín är en by i regionen Pardubice i Tjeckien. Byn har cirka 950 invånare.